# 北方五鬚岩鱈
北方五鬚岩鱈，為輻鰭魚綱鱈形目江鱈科的其中一種，分布於東北大西洋區，包括挪威、不列顛群島、德國、法國、比利時、荷蘭、丹麥、法羅群島、冰島等海域，棲息深度10-90公尺，體長可達20公分，棲息在潮間帶沙泥底質海域，屬肉食性，以甲殼類、貝類、多毛類等為食，可作為食用魚。